# ハザル・レンキャラン・メルケジ・スタディオヌ
ハザル・レンキャラン・メルケジ・スタディオヌ（アゼルバイジャン語: Xəzər Lənkəran Mərkəzi Stadionu）は、アゼルバイジャン・レンキャランにあるサッカー専用スタジアム。2006年に開場し、FKハザル・レンコランがホームスタジアムとして使用している。

## 概要
新たなホームスタジアム建設を予定していたFKハザル・レンコランのメインスポンサーであるパルマリ・グループ社の出資によって建設され、2006年8月11日に竣工した。サッカー専用スタジアムとしては、国内で最も収容人数の多いスタジアムであり、UEFAから国際Aマッチ開催の認可が下りた2009年からは定期的にアゼルバイジャン代表の試合も開催している。
2012年9月には、2012 FIFA U-17女子ワールドカップを開催するスタジアムの一つに選ばれ、4試合が行われた。